# تجمع شقير (مودية)

تعديل مصدري - تعديل

تجمع شقير هو "تجمع بدوي" في  عزلة مودية بمديرية مودية التابعة لمحافظة أبين، بلغ تعداد سكانها 39 نسمة حسب تعداد اليمن لعام 2004.